# Jordi García González
Jordi García González, més conegut com a Cholo García (Barcelona, 2 de maig de 1961) és un atleta català especialista en camp a través i en curses de fons.
Nascut a Barcelona, fill de pare andalús i mare catalana, es formà i començà a competir al Club Natació Montjuïc, a les ordres d'Enrique Félez, com a entrenador. El 1980 fitxà pel FC Barcelona. El febrer de 1980 es proclamà, amb gran rotunditat i comoditat, campió d'Espanya júnior de camp a través al campionat celebrat a l'hipòdrom de Lasarte, a Sant Sebastià. A més hi havia vençut aquell any en la seva categoria en els cros d'Elgóibar i Sant Sebastià. Dues setmanes després d'haver guanyat el campionat d'Espanya, el març d'aquell mateix any, al VIII Campionat de Món de Camp a Través celebrat a l'hipòdrom de Longchamp, al costat del Bosc de Boulogne, a París, es convertí en el primer atleta estatal que guanyà un Mundial de cros en categoria júnior. Aquest títol s'afegí a l'estatal júnior. En categoria absoluta, competí en quatre edicions més del Mundial, els anys 1981, 1982, 1983 i 1984. En l'àmbit català, el 1983 guanyà un títol absolut de camp a través i en el Campionat d'Espanya acredità dues terceres posicions els anys 1983 i 1984. El 1983 passà de nou a les files del CN Montjuïc, a les ordres de Gregorio Rojo. En pista, la seva distància preferida foren els 5.000 metres, on millorà tres vegades el rècord català, la darrera el 1983. El mateix any, establí també una plusmarca catalana de 3.000 metres. El 1983 fou semifinalista en els 5.000 metres en la primera edició del Mundial, i participà en els Jocs Olímpics d'Estiu de 1984. També ha destacat en la modalitat de les curses en ruta, aconseguint dues victòries consecutives, els anys 1981 i 1982, en la clàssica i popular Cursa Jean Bouin. La carrera esportiva de Jordi Garcia va ser curta, però intensa. Amb vint-i-tres anys anys, un accident de trànsit i diverses lesions estroncaren la seva trajectòria esportiva.